# ドロシー・プロヴァイン
ドロシー・プロヴァイン（Dorothy Provine,  1935年1月20日 - 2010年4月25日）は、アメリカ合衆国の女優である。

## 来歴
1935年、サウスダコタ州デッドウッドに生まれる。ワシントン州にあるワシントン大学へ進学し、演劇を専攻した。
大学を卒業後はロサンゼルスへ渡り、1957年から本格的な女優活動を開始。1958年には『鉛の弾丸（たま）をぶちかませ』で映画デビュー。50年代後半から60年代にかけて、テレビドラマに数多く出演し、日本でも放映された「マンハッタン・スキャンダル」では歌姫ピンキー・ピンカムの役で日本でも知られた存在となった。
その後、映画の世界で主にコメディ映画への出演が多く、コメディエンヌとしても人気を博し、『おかしなおかしなおかしな世界』や『グレートレース』などのコメディ映画へ出演している。

### ピンキー・ピンカム
1960年から1962年にかけて、ワーナーブラザース製作のテレビ映画「The Roaring 20's 」でレギュラー出演している。このTVシリーズは禁酒法下のニューヨークを舞台に、新聞記者2人(ドナルド・メイとレックス・リーズン)が歌姫ピンキー・ピンカムの協力を得て、時にはマシンガンが乱射される状況の中で酒と賭博と女をめぐる事件の解決をめざす当時のワーナーが得意とした私立探偵ものの1つとして製作されている。ドロシー・プロヴァインはこのテレビドラマのピンキー・ピンカムを演じ、ドラマの中でクラブで毎回当時流行った歌やダンス(チャールストン)を披露する場面が放映され、1920年代のアメリカの華やかな芸能風俗を垣間見られる番組であった。この番組はTBS系から当初は「ローリング20」の原題名で、途中から「マンハッタン・スキャンダル」と改題して放送された。
唄ったり踊ったりするドロシー・プロヴァインの姿は当時の日本の茶の間に強い印象を残し、日本では馴染みにくい女優名よりも役名のピンキー・ピンカムとして記憶されている。また踊る時の時折り見せる脚線美も注目されて、その後の映画『グレートレース』でも酒場の歌姫の役で歌を唄いながら、主人公トニー・カーチスを誘惑して色目を使い、ヒロイン役のナタリー・ウッドが怒って酒場で大乱闘となる場面がある。最後はナタリー・ウッドがドロシー・プロヴァインを後ろから蹴り倒すシーンで終わっている。
また『おかしなおかしなおかしな世界』では、35万ドルの強盗犯が逃走中に谷底に落ちて死ぬ前に盗んだ大金を隠した所を告げて、居合わせた普通の市民が抜きつ抜かれつのカーチョイスをするドタバタコメディだが、大金を求めて探しに行くメンバーの1人で、まだミニスカートでなかった時代だが途中でスカートが破れて、美しい脚を見せながら追いかける人妻の役をユーモラスに演じていた。

### 死去
2010年に慢性閉塞性肺疾患のため、ワシントン州の自宅で死去。75歳だった。

## 出演作品

### 映画
- Live Fast, Die Young (1958) ※出演シーンカット
- 鉛の弾丸（たま）をぶちかませ The Bonnie Parker Story (1958)
- Riot in Juvenile Prison (1959)
- The 30 Foot Bride of Candy Rock (1959)
- You're Only Young Once (1962)
- Wall of Noise (1963)
- おかしなおかしなおかしな世界 It's a Mad, Mad, Mad, Mad World (1963)
- ちょっとご主人貸して Good Neighbor Sam (1964)
- グレートレース The Great Race (1965)
- シャム猫FBI/ニャンタッチャブル That Darn Cat! (1965)
- 殺しのビジネス Se tutte le donne del mondo (1966)
- Who's Minding the Mint? (1967)
- 怪盗大旋風 Never a Dull Moment (1968)
- 偽装!?自家用機遭難 The Sound of Anger (1968)

### テレビドラマ
- 百万ドル貰ったら The Millionaire (1958)
- 連邦保安官　Lawman (1958)
- サンセット77 77 Sunset Strip (1958, 1959, 1960)
- 幌馬車隊 Wagon Train (1958, 1959)
- 私立探偵マイク・ハマー Mike Hammer (1959)
- シマロン・シティ Cimarron City (1959)
- マッコイおじさんThe Real McCoys (1959)
- ヒッチコック劇場 Alfred Hitchcock Presents (1959)
- The Rough Riders (1959)
- テキサンThe Texan (1959)
- コルト45 Colt .45 (1959)
- シュガーフット(アリゾナ・トム) Sugarfoot (1959)
- ブロンコ Bronco (1959)
- アラスカンズ The Alaskans (1959 - 1960)
- マンハッタン・スキャンダル(ローリング20)The Roaring 20's (1960 - 1962)
- ハワイアン・アイ Hawaiian Eye (1962)
- ギャラント・メン The Gallant Men (1963)
- ドクター・キルデア Dr. Kildare (1965)
- 0011ナポレオン・ソロ The Man from U.N.C.L.E. (1965)
- FBIアメリカ連邦警察 The F.B.I. (1968)
- 恋愛専科 Love, American Style (1970)
- 警察物語 Police Story (1973)
- 女刑事ペパー Police Woman (1976)